# جون جاتنز
جون جاتنز (بالإنجليزية: John Gatins)‏ هو كاتب سيناريو ومنتج أفلام وممثل أمريكي، ولد في 16 أبريل 1968 بمانهاتن في الولايات المتحدة.

## أعمال

### أفلام
- (2002) كاذب كبير جدا
- (2005) الحالم[5]
- (2005) المدرب كارتر[6]
- (2007) نوربت[7]
- (2011) فولاذ حقيقي[8]
- (2012) ألف كلمة[9]
- (2012) رحلة طيران
- (2014) نيد فور سبيد[10][11]
- (2017) باور رينجرز[12]
- (2017)  جزيرة الجمجمة[13]

## ترشيحات
- جائزة الأوسكار لأفضل كتابة، عن عمل: رحلة طيران

## وصلات خارجية
- جون جاتنز على موقع IMDb (الإنجليزية)
- جون جاتنز على موقع ألو سيني (الفرنسية)
- جون جاتنز على موقع أول موفي (الإنجليزية)
- جون جاتنز على موقع بوكس أوفيس موجو (الإنجليزية)
- جون جاتنز على موقع قاعدة بيانات الأفلام السويدية (السويدية)
- جون جاتنز على موقع قاعدة بيانات الفيلم (الإنجليزية)
- جون جاتنز على موقع كينوبويسك (الروسية)